# Crosseola concinna
Crosseola concinna is een slakkensoort uit de familie van de Conradiidae. De wetenschappelijke naam van de soort is voor het eerst geldig gepubliceerd in 1867 door Angas.